# قصر تيسويت آيت سغروشن
قصر تيسويت آيت سغروشن هو قصرٌ (قريةٌ محصنة) في المغرب، يقعُ في منطقة جهة درعة تافيلالت. تبلغ مساحته 0.13 هكتار.